# Gateley
Gateley è un villaggio e parrocchia civile dell'Inghilterra, appartenente alla contea del Norfolk.